# Misgendering
Misgendering (malgenerizamento ou malgenerização em tradução livre) é um termo da língua inglesa para o ato de designar uma pessoa por um gênero que não corresponde à sua identidade de gênero. Pode ser intencional ou acidental. As formas mais comuns são o uso de termos de gênero ou pronomes que não são da preferência da pessoa, como chamar alguém de "Senhora", "Senhor" ou "Senhore" em contradição com seu gênero identitário, utilizar o nome morto de uma pessoa trans, ou mesmo insistir que uma pessoa se conforme com as normas de um gênero que não é seu (por exemplo, no uso do banheiro).

## Pessoas trans
Pessoas trans frequentemente sofrem malgenerização antes de sua transição, e mesmo depois para muitas dessas pessoas. Elas são frequentemente vítimas de bullying por membros da profissão médica, pela polícia, pela mídia ou por seus pares. Essas experiências foram descritas como humilhantes, dolorosas e cruéis, tornando a vida das pessoas trans mais difícil.
Um estudo com 129 jovens trans, publicado em 2018 no Journal of Adolescent Health [en], determinou que "para cada ambiente social onde o nome escolhido foi usado, houve uma diminuição estatisticamente significativa nos sintomas depressivos, ideação suicida e comportamento". No entanto, nenhuma causalidade pode ser deduzida dessa correlação, e a amostra permanece pequena, mas mesmo com essas limitações, o estudo mostra que este é um problema significativo. Malgenerizar voluntariamente uma pessoa trans é considerado extremamente agressivo pela comunidade trans, constituindo uma violação do direito à dignidade; e é discriminatório de acordo com o Tribunal de Direitos Humanos da Colúmbia Britânica.
Pesquisadores suíços e quebequenses também argumentam que a malgenerificação, ou maldenominação de gênero, é uma das opressões que contribuem para o suicídio particularmente alto entre jovens trans.
Para pessoas não binárias, o malgenerizamento pode ser evitado usando técnicas de linguagem epicena, como usar parênteses ou colchetes ("eleito(a)"; "eleita/o"), a duplicação ou ambiguação de gêneros gramaticais ("todas e todos"; "tod@s"; "leitorxs"; "leitoræs"), de pronomes desgenerificados como elu ou éle, formulações frasais sintaticamente neutras como perífrases ou neologismos desgenerizados ("todes"; "leitories"). Mas nem todos os indivíduos não binários usam a linguagem neutra e o gênero neutro.
Multilíngues também podem acabar cometendo automalgenerizamento (tradução livre de self-misgendering), que seria errar seu próprio gênero nas línguas nas quais não são fluentes, como línguas secundárias.

## Simpatizantes
Alguns simpatizantes e ativistas da causa trans incentivam, ou pelo menos incentivavam, o questionamento de pronomes e linguagem, visando não malgenerificar a pessoa ou presumir sua identidade de gênero, porém isso pode ser visto como tentativa de retirar do armário e, por outro lado, pode ser útil para pessoas com pronome fluido de gênero, por exemplo. Uma forma de saber quais são os pronomes de terceira pessoa de alguém é a autoapresentação ou auto-introdução pronominal, em vez de diretamente perguntar-lhe.
Nas redes sociais, como no LinkedIn, Instagram e Twitter, e términos formais de e-mail, vem se tornado comum as pessoas colocarem seus pronomes pessoais, às vezes juntos às partículas de artigo e terminação flexionais de gênero que usam ou preferem (exs.: ‘‘ele/dele’’, ‘‘a/ela/-a’’, ‘‘ê/elu/-e’’) para normalizar a explicitação de pronomes de pessoas não-conformes, para que não as malpronominem (em inglês:  mispronoun) e também para acabar com a cultura de supor o gênero ou pronome de preferência de uma pessoa sem que esta o tenha especificado.